# Підкліт

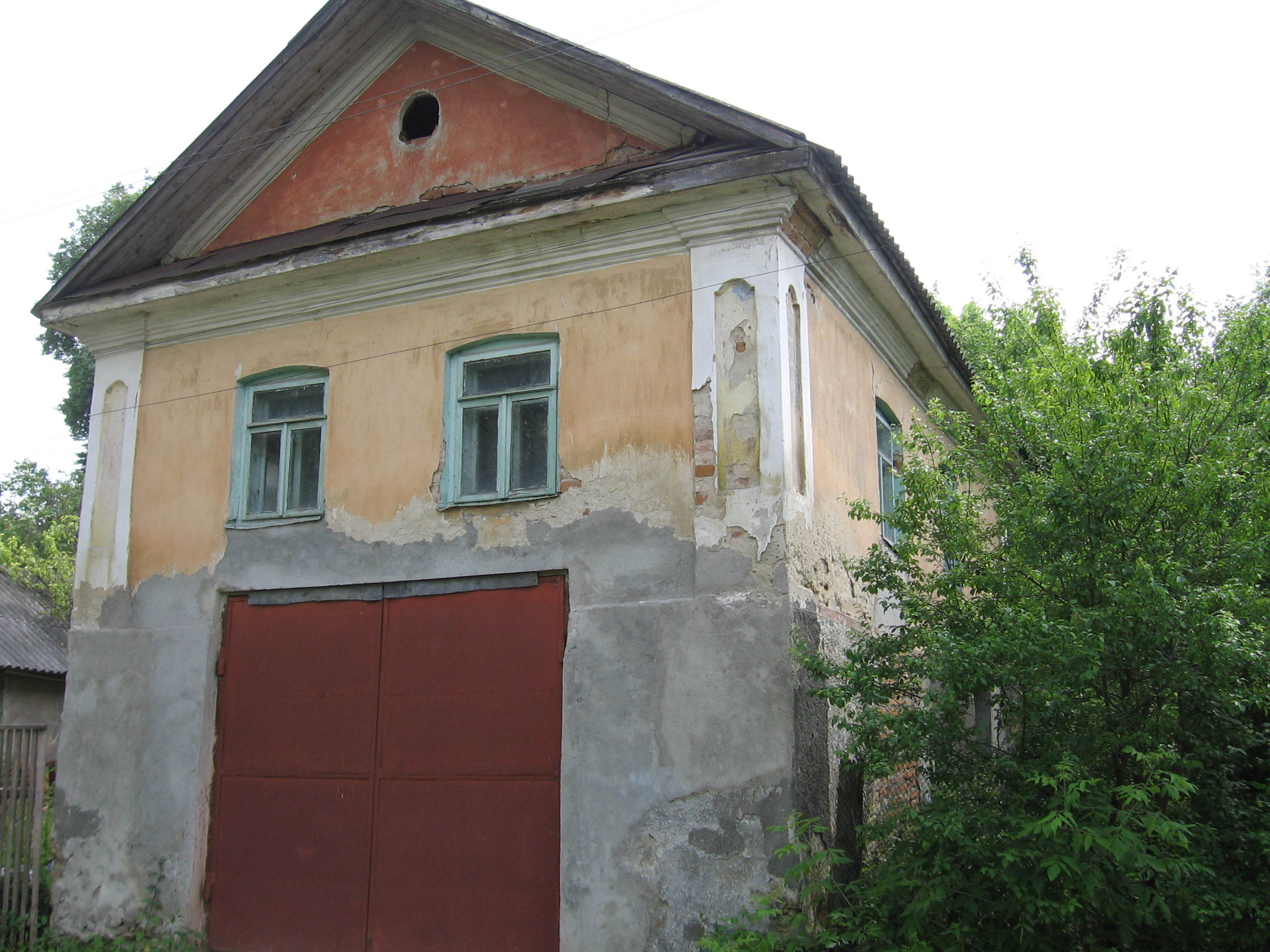
Будинок на підклеті, Ізяслав

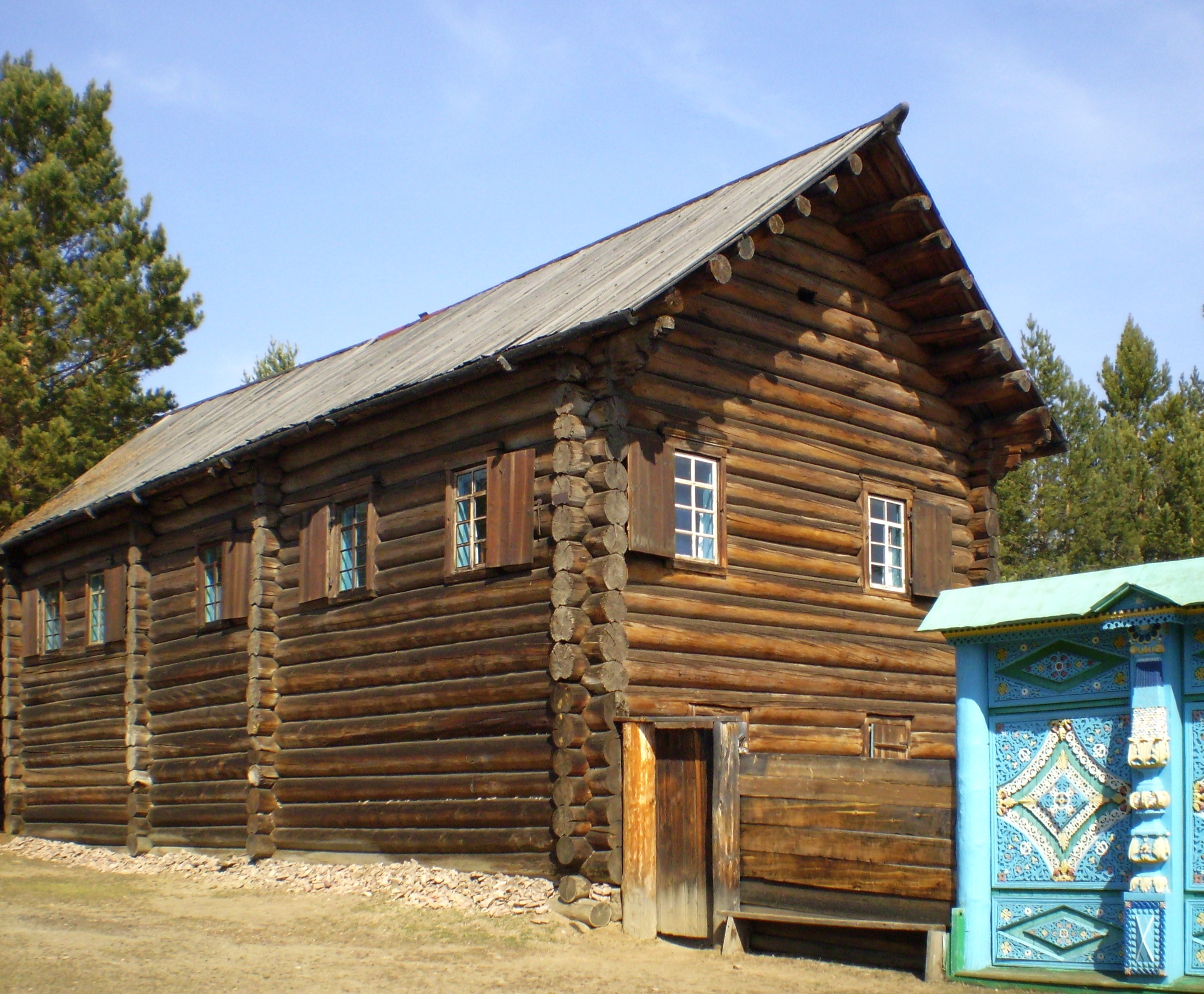
Двоповерхова старообрядська хата на нежитловому підкліті. Ззовні стіна підкліта без вікон. Друга половина XIX століття. Етнографічний музей народів Забайкалля

Підклі́т або підклі́ття — нижній, цокольний поверх у будівлях; зазвичай мав службове або господарське призначення. У підкліті хоромів жили слуги, діти, дворові служителі. У підклітах розміщувалися льохи.
Також підклітом називають нижній ярус церкви. Князі й царі влаштовували казну в підклітах кам'яних церков. Житлові підкліти з волоковими вікнами і печами, нежитлові — з глухими стінами, найчастіше без дверей. У такому випадку вхід у підкліт влаштовувався з другого поверху.
Розрізняють:
- Підкліт віблий — підвальне або напівпідвальне приміщення, перекрите склепінням.
- Підкліт глухий — напівпідвал під кліттю, призначений для худоби та зберігання запасів.[джерело?]